# Aspistor hardenbergi
Aspistor hardenbergi es una especie de pez de la familia Ariidae en el orden de los Siluriformes.

## Morfología
- Los machos pueden llegar alcanzar los 25,4 cm de longitud total.[1]

## Distribución geográfica
Se encuentra al sur de Nueva Guinea.